# Modrá škola (Háje)
Modrá škola je tradičně a zároveň i oficiálně užívané označení pro základní a střední školu, která se nachází v ulici Kupeckého čp. 576 v katastrálním území Háje na pražském Jižním Městě. Základní škola je určena pro žáky s vadami řeči poruchami učení, chování a s dalšími zdravotními postiženími. Praktická škola dvouletá navazuje na speciální základní školu.   Poskytuje střední vzdělání žákům s mentální retardací a kombinovanými vadami. Kapacita základní školy je 249 žáků, kapacita praktické školy dvouleté je 36 žáků. Součástí školy je družina, jídelna, tělocvična a školní hřiště. Zřizovatelem školy je Hlavní město Praha.  Modrá škola je fakultní školou Pedagogické fakulty Univerzity Karlovy v Praze.

## Historie
Od roku 1943 na Chodově fungovala pomocná jednotřídní škola jako součást zdejší obecné školy. Byla umístěna na zdejším obecním úřadě v prvním patře. Od roku 1948 z ní byla vytvořena samostatná zvláštní škola. Vyučování v současné budově, určené především pro účely této školy, poprvé začalo 1. září 1976. Dokončovací práce na budově probíhaly do roku 1978. Ve školním roce 1981/82 měla škola 15 tříd. Ve školním roce 1989/90 měla 251 žáků.
V letech 2000 - 2004 došlo k celkové rekonstrukci budovy.
Počet žáků se po dočasném snížení v letech 2004 - 2009 začal znovu zvyšovat poté co se škola transformovala a mimo vzdělávání žáků s LMP se věnuje žáků s poruchami učení a vadami řeči. Do roku 2021 se postupně kapacita školy zcela zaplnila. Škola má celkově 24 tříd. Z toho 20 tříd ZŠ včetně přípravné třídy a 4 třídy praktické školy dvouleté.

## Dopravní spojení
V přilehlé ulici U Modré školy jsou zastávky městské autobusové dopravy Modrá škola, které jsou obsluhovány šesti denními autobusovými linkami a také nočním autobusem č. 905, který projíždí Prahou z Jižního Města na sídliště Čimice. Poblíž školy ve vzdálenosti zhruba 100 metrů vzdušnou čarou se nachází konečná stanice trasy C pražského metra Háje.